# كريستين بواسون
كريستين بواسون (Christine Boisson) (8 أبريل 1956 - 21 أكتوبر 2024)، هي ممثلة سينمائية فرنسية.
ولدت في 8 أبريل 1956 بمدينة سالون دي بروفانس من ام فرنسية وأب من جزر الهند الغربية. بعد أن سجلت نفسها في وكالة عرض أزياء، أعجب المُخرج جاست جاكين بصورتها، وحصلت على دور في فيلم إيمانويل حيث لعبت دور مراهقة. وبعد ذلك حصلت على الأدوار السينمائية الأخرى، ولكنها واصلت أيضًا دراسة التمثيل.

## روابط خارجية
- Christine Boisson في قاعدة بيانات الأفلام على الإنترنت
- Christine Boisson at AlloCiné (in French)
- كريستين بواسون التسجيلات من ديسكاغز.كوم